# Посткоитални тест
Посткоитални тест (ПКТ) или тест пенетрације цервикалне слузокоже је врста дијагностичког теста који се у гинекологиј кристи за утврђивање адекватности сперме и пријемчивост цервикалне слузи. То је једини тест који процењује интеракцију између сперме и течности женског гениталног тракта.
Код ПКТ слуз која се повлачи из ендоцервикалног канала у року од 8 сати од коитуса узоркује се и испитује. Присуство било које покретне сперме у алкалној слузи сугерише адекватну коиталну технику и нормалну интеракцију цервикалне слузи и сперме.
ПКТ  би требало да буде саставни део испитивања неплодности, али се не сме користити као замена за анализу сперме.

## Историја
Посткоитални тест први је извео Ј. Марион Симс, а касније га је описао  и Макс Хунер.
Тренутна улога посткоиталног теста је углавном историјска. С обзиром на своја значајна ограничења, овај тест може имати клиничку вредност код неких пацијената са необјашњивом неплодношћу.

## Опште информације
Посткоиталним тестом се испитује интеракција између сперме и слузи грлића материце. ПКТ испитује преживљавање сперме у слузи грлића материце током периода пре овулације и утврђује да ли сперматозоиди мигрирају у женски репродуктивни систем. Пошто слуз грлића материце тачно одражава циклус јајника, ПКТ је користан показатељ ендокрине припреме женског репродуктивног система. Такође је важан метод за процену различитих контрацептивних стероида који могу деловати директно или индиректно на цервикални секрет. За најбоље резултате тест треба да буде правилно темпиран, педантно изведен и добро интерпретиран. При томе треба имати у виду да ПКТ не предвиђа да ли може доћи до трудноће.
Тест се изводи 1 до 2 дана пре овулације, када је цервикална слуз обилно стимулисана естрогеном. Базалне телесне температуре или пораст лутеинизирајућег хормона у средини циклуса могу се користити за одређивање времена ПКТ.  

## Значај
Посткоитални тест помаже да разумемо интеракцију између сперме и слузокоже грлића материце. Такође показује да ли се сперматозоиди могу померити нагоре у материцу и доћи до јајета. Поред већ доступних тестова плодности овај тест може помоћи да разликујемо мушку плодност, мушку субфертилност и мушку неплодност.
ПКТ испитује како сперматозоиди пролазе кроз цервикалну слуз у женском тракту. Нормалан посткоитални тест би био где се 10 до 20 сперматозоида види под микроскопом са великим увећањем у бројним микроскопским пољима. Ови сперматозоиди такође треба да показују напредовање или оно што се назива „прогресивна покретљивост“ (која се процењује под  микроскопским пољем велике снаге.

## Процедура
ПКТ се заказује близу овулације када има слузи у изобиљу, а од неплодног пара се тражи сексуални однос, најбоље у раним јутарњим сатима. Неколико сати касније (обично након 2 сата), жену прегледа лекар. Слуз се аспирира из цервикалног канала и размазује по стаклу. Као контрола користи се брис са задњег форникса. Ако је присутно10-50 покретних сперматозоида у видном пољу велике снаге тест се сматранормалним. Ротационо или дрхтаво кретање сперматозоида указује на присуство антиспермалног антитела. Такође у склопу таста цервикална слуз се испитује на квалитет, вискозитет и тест папрати. 
Лош ПКТ може указивати на проблеме са спермом или слузи, укључујући можда присуство имунолошких фактора који инактивирају сперму. Такође проблеми са овулацијом и лоша коитална техника могу утицати на ПКТ. Тест је бескористан у присуству инфекције грлића материце. 

## Супротстављени ставови
Применом принципа медицине засноване на доказима улога ПКТ је доведена у питање и његова употреба је постала контроверзна. Наиме према истраживањима дискриминаторна способност ПКТ је слаба, а мењање дефиниција нормалности једва да повећава његову предиктивну моћ. Све док вредност ПКТ за процену и лечење такозваног  цервикалног фактора неплодности  остаје нејасна, препоручује се гранична тачка са високом специфичношћу и високим односом вероватноће за абнормални резултат теста. Дакле, абнормални ПКТ се најбоље дефинише као мање од једног покретног сперматозоида по пољу велике снаге.